# 関恒義
関 恒義（せき つねよし、1924年（大正13年）9月27日 - 2013年（平成25年）10月23日）は、日本のマルクス経済学者。一橋大学名誉教授。日教組大学部執行委員長、行財政総合研究所副理事長、日本科学者会議『日本の科学者』編集委員長等を歴任した。

## 経歴
1924年、長野県長野市生まれ。長野師範学校附属小学校（現信州大学教育学部附属長野小学校）、旧制長野中学（現長野県長野高等学校）、東京府立第十中学校（現東京都立西高等学校）を経て、1942年に旧制東京商科大学（現一橋大学）予科入学。同期の川勝堅二（元三和銀行頭取）や本間要一郎（横浜国立大学名誉教授）とともに小平市の一橋寮に入寮したが、ストームで小便を飲まされ退寮する。その後、学徒出陣で仙台陸軍予備士官学校を経て、大日本帝国陸軍少尉となる。
終戦後、大学に復学し、中山伊知郎ゼミで学んだ。1948年に東京商科大学を卒業。1948年より東京大学理学部数学科研究生として弥永昌吉ゼミに参加し、二階堂副包や赤摂也とともに数学の研究をつづけた。赤摂也の妹と結婚。
1949年、母校の東京商科大学助手に着任。1953年一橋大学経済学部専任講師。1957年に助教授、1966年に教授に昇進。1988年に一橋大学を定年退職し、名誉教授となった。学外では、1984年より日本教職員組合大学部執行委員長。また、行財政総合研究所副理事長、日本科学者会議『日本の科学者』編集委員長もつとめた。

## 研究内容・業績
- マルクス経済学の立場から近代経済学を批判する一方、経済学への数学の導入を評価し、二階堂副包や松坂和夫の一橋大学招聘に尽力した。また、学生の指導でもマルクス経済学と近代経済学の両方の修得や、数学の利用を推奨した[5][1]。
- 指導学生には寺西俊一一橋大学名誉教授[6]や、西村可明一橋大学名誉教授[7]、久保庭眞彰一橋大学名誉教授[8]、長谷部勇一横浜国立大学学長、良永康平関西大学副学長[9]、盛田常夫元法政大学教授[1]、横倉弘行中央大学名誉教授[10]、源河朝典岡山大学名誉教授[11]、音無通宏中央大学名誉教授[11]、北川和彦立教大学名誉教授、屋嘉宗彦法政大学名誉教授[12]などがいる。他にマーケティングコンサルタントの西川りゅうじん[13]、元日本共産党『経済』編集長の友寄英隆[11]、柚木治ジーユー社長なども関ゼミ出身[14]。

## 著書

### 単著
- 『ゲームの理論』（みすず書房、1958年）
- 『現代資本主義と経済理論』（新評論、1968年）
- 『経済学発展史論』（青木書店、1972年）
- 『近代経済学の破産：経済民主主義の実現のために』（青木書店、1976年）
- 『経済学と数学利用』（大月書店、1979年）
- 『経済民主主義論：80年代の民主的な経済展望のために』（青木書店、1981年）
- 『現代経済学の課題』（新日本出版社、1993年）
- 『現代の経済原論』（実教出版、1997年）

### 共編書
- 『基礎理論』（青木書店、1978年）
- 『現代資本主義と現代社会主義』（青木書店、1978年）
- 『行政改革と日本の進路』（大月書店、1982年）
- （室井力）『臨調行革の構図』（大月書店、1982年）
- 『日本と世界』（三省堂、1982年）

### 訳書
- A.フレッチャー・G.クラーク『経営と数学』（監訳、日本評論社、1966年）
- M.ブローグ『近代経済学の展開』（浅野栄一・宮崎犀一との共訳、東洋経済新報社、1968年）
- マーチャーシュ『限界革命からケインズ革命前夜まで』（監訳、大月書店、1984年）
- マーチャーシュ『ケインズ革命からマネタリスト反革命をへて現在まで』（監訳、大月書店、1985年）
- M.ブローグ『現代経済学の展開』（浅野栄一・宮崎犀一との共訳、東洋経済新報社、1986年）